# Cephaloidophora brasili
Cephaloidophora brasili is een soort in de taxonomische indeling van de Myzozoa, een stam van microscopische parasitaire dieren. Het organisme komt uit het geslacht Cephaloidophora en behoort tot de familie Cephaloidophoridae. Cephaloidophora brasili werd in 1920 ontdekt door Poisson.